# Sebastián Porto
Sebastián Porto né Sebastián Oscar Porco le 12 septembre 1978 à Rafaela (Argentine, province de Santa Fe) est un pilote de vitesse moto argentin. Depuis 2006 il s'est reconverti dans le sport automobile en TC2000  où il côtoie Gaston Mazzacane

## Biographie
Sebastian Porto commence le sport moto très jeune. Il ne tarde pas à percer et à devenir l'un des meilleurs sud-américain mais lorsqu'il arrive en Europe il doit changer son nom car les équipes italiennes le refusent à cause de son nom « Porco » qui veut dire cochon en italien. Corrigeant son nom en Porto, il peut débuter en 1994.
Débutant dans le monde  des grands prix en 1994 en 125 cm3, il fait toute sa carrière en 250 cm3, tout d'abord pour Aprilia, puis Yamaha et Honda avant de revenir en 2004 chez Aprilia. Lors de cette saison, et malgré 5 victoires, il échoue devant le talent du prometteur Daniel Pedrosa et termine vice-champion.
Après un début de saison 2006 raté, il annonça, lors du grand prix de Catalogne 2006, à 27 ans, qu'il n'était plus dans le coup et qu'il mettait ainsi un terme à sa carrière. Désormais il court en TC2000 championnat de Tourisme argentin où il côtoie Gaston Mazzacane et José Maria Lopez

## Palmarès
- 1 place de vice-champion du monde en 2004 (en 250 cm3)
- 162 départs.
- 7 victoires (7 en 250 cm3).
- 7 deuxièmes place.
- 5 troisièmes place.
- 11 poles (11 en 250 cm3).
- 19 podiums (19 en 250 cm3).
- 8 meilleurs tours en course.

### Victoires en 250 cm³: 7
| Année | Lieu du Grand Prix                    | Circuit                               | Ville          |
| ----- | ------------------------------------- | ------------------------------------- | -------------- |
| 2002  | Grand Prix moto de Rio de Janeiro     | Autódromo Internacional Nelson Piquet | Rio de Janeiro |
| 2004  | Grand Prix moto d'Italie              | Circuit du Mugello                    | Mugello        |
| 2004  | Grand Prix moto des Pays-Bas          | TT Circuit Assen                      | Assen          |
| 2004  | Grand Prix moto de République tchèque | Circuit de Masaryk                    | Brno           |
| 2004  | Grand Prix moto du Qatar              | Circuit international de Losail       | Doha           |
| 2004  | Grand Prix moto d'Australie           | Circuit de Phillip Island             | Phillip Island |
| 2005  | Grand Prix moto des Pays-Bas          | TT Circuit Assen                      | Assen          |

## Carrière en Grand Prix moto

### Par catégorie
| Cat.    | Année          | 1er GP   | 1er podium | 1re victoire | Courses | Victoires | Podiums | Pole | MTC | Points | Titres |
| ------- | -------------- | -------- | ---------- | ------------ | ------- | --------- | ------- | ---- | --- | ------ | ------ |
| 125 cm³ | 1994           | ARG 1994 |            |              | 1       | 0         | 0       | 0    | 0   | 0      | 0      |
| 250 cm³ | 1995-2006      | ARG 1995 | GER 2002   | RIO 2002     | 160     | 7         | 19      | 11   | 8   | 1052   | 0      |
| Moto2   | 2014           | ARG 2014 |            |              | 1       | 0         | 0       | 0    | 0   | 0      | 0      |
| Total   | 1994-2006;2014 |          |            |              | 162     | 7         | 19      | 11   | 8   | 1052   | 0      |